# ケイティ・バウマン
ケイティ・バウマン（英語: Katie Bouman、本名キャサリン・ルイーズ・バウマン、英語: Katherine Louise Bouman、発音[ˈbaʊmən]、1989～1990年生）は、アメリカのコンピュータ科学者。専門はCGI。CHIRP (Continuous High-resolution Image Reconstruction using Patch priors) として知られているブラックホールの画像を造るためのアルゴリズム開発を主導し、ブラックホールの画像を初めてとらえることに成功したイベントホライズンテレスコープチームの一員であった。
2019年6月、バウマンはカリフォルニア工科大学において計算数理科学の助教に就任した。

## 生い立ち
バウマンはインディアナ州ウェストラファイエットで育ち、2007年にウェストラファイエット中学校高等学校を卒業した。父のチャールズ・バウマンはパデュー大学の電気工学・医用生体工学教授である。ユダヤ系の家庭の出身である。高校生の時、バウマンはパデュー大学で画像処理について研究を行った。2007年に学校で初めてイベントホライズンテレスコープのことを学んだ。
バウマンはミシガン大学で電気工学を学び、2011年に最優等で卒業した。マサチューセッツ工科大学 (MIT) で電気工学および計算機科学を学び、2013年に修士号、2017年に博士号を取得した。
MITではヘイスタック天文台の一員であった。アメリカ国立科学財団の大学院フェローシップを受けていた。修士論文である"Estimating Material Properties of Fabric through the Observation of Motion"は電気工学アーネスト・ギルマン修士論文賞を受賞した。博士論文は"Extreme imaging via physical model inversion: seeing around corners and imaging black holes"であり、ウィリアム・T・フリーマンが指導教員であった。博士号を取得する前に、バウマンは"How to Take a Picture of a Black Hole"というTEDxトークを行い、ブラックホールの画像を初めてとらえるために使うアルゴリスムについて説明を行った。

## 研究とキャリア
博士号をとった後、バウマンはハーバード大学に入り、イベントホライズンテレスコープイメージングチームの博士研究員となった。

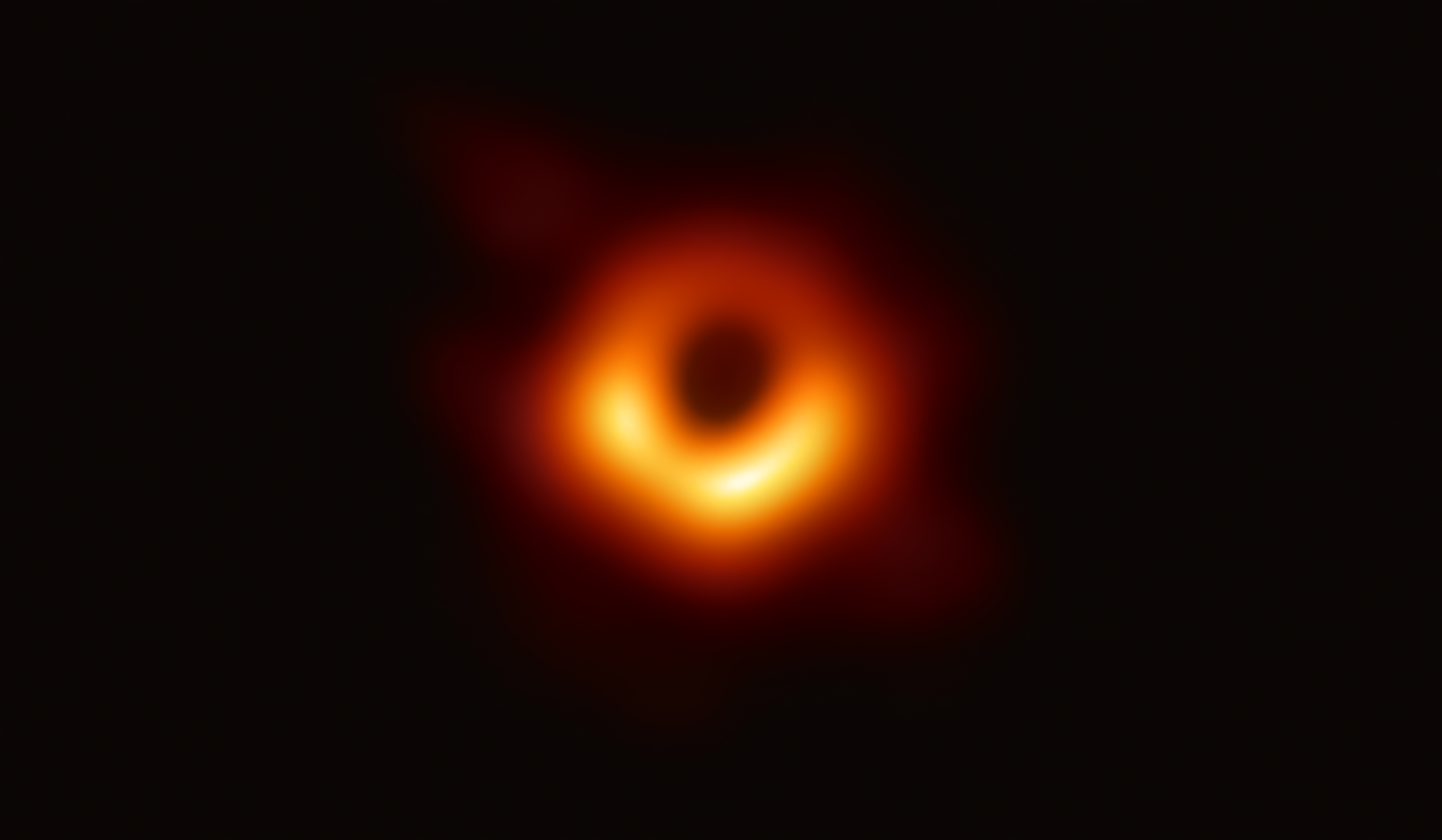
イベントホライズンテレスコープにより生成され、2019年4月に発表された、ブラックホールを初めてとらえた画像。

バウマンがイベントホライズンテレスコーププロジェクトに加入したのは2013年である。 CHIRP (Continuous High-resolution Image Reconstruction using Patch priors) として知られているブラックホールの画像化のためのアルゴリズム開発を主導した。 CHIRPは2019年4月に初めてブラックホールの撮像の際に使われた画像検証法につながった。バウマンは画像検証を実施し、イベントホライズンテレスコープがとったイメージをフィルタリングするためのパラメータを選択し、さまざまな画像再構成技術の結果を比較する安定した画像化フレームワーク開発に参加することで、このプロジェクトにおいて重要な役割を果たしたと評されている。バウマンのグループは、強力な重力場における一般相対性理論について理解を深めるためイベントホライズンテレスコープの画像を分析している 。
2019年4月、イベントホライズンテレスコープの画像にブラックホールの影が初めて浮かび上がってくるのを見てバウマンが反応する写真がウェブで急速に拡散され、その後にバウマンはメディアから大きな注目を浴びることとなった。メディアやインターネット上では、バウマンがブラックホールの画像を作るにあたって後ろでひとりで活躍した「一匹狼の天才」であるかのような誤ったイメージが流布されることとなった。しかしながら、バウマン本人が繰り返し科学におけるチームワークの重要性を主張し、研究成果は大規模な協働の結果であると述べている。さらにバウマンは執拗なネットいじめの対象になり、バウマンの功績を無化すべく、チーム全体で達成した成果を同僚のアンドルー・シェイルひとりのものだとして喧伝しようとする動きも起こったため、シェイルがツイッターで「私の同僚である友人に対するすさまじい性差別な攻撃」を批判する発言という事態になった。
2019年6月、バウマンはカリフォルニア工科大学の助教となり、コンピュータビジョンと機械学習を用いたCGIのための新しいシステムを研究することになっている。